# Беньяминович, Исаак Моисеевич
Исаак Моисеевич Беньяминович (2 августа 1908 — 31 августа 1986) — советский инженер, специалист в области промышленного строительства, лауреат Ленинской премии (1962), кандидат технических наук.

## Биография
Окончил Среднеазиатский хлопково-ирригационный политехнический институт (1931), инженер-гидротехник.
- 1928—1931 техник Ташкентского окружного отдела водного хозяйства;
- 1931—1932 инженер, старший инженер треста «Узводстрой» (Ташкент);
- 1932—1933 инженер института «Гипровод»;
- 1933—1935 инженер, старший инженер ТО на строительстве канала им. Москвы НКВД СССР (г. Дмитров);
- 1935—1942 заместитель начальника, начальник отделения шлюзов технического сектора Волгостроя НКВД СССР;
- 1942—1971 в тресте «Тагилстрой» (Нижний Тагил): начальник отделения, начальник проектного бюро, начальник ПТО; с 1945 г. — главный инженер СУ «Прокатстрой»; с 1949 г. — заместитель главного инженера треста; в 1956—1971 гг. — главный инженер треста.

## Достижения
Разработал и внедрил в практику жилищного и промышленного строительства крупноразмерные изделия и конструкции на основе доменных шлаков и зол.
Под его руководством построены бандажный стан, блюминг «1150», рельсобалочный цех, доменные печи № 5 и 6, др. объекты Нижнетагильского металлургического комбината.

## Награды
- Заслуженный строитель РСФСР
- Лауреат Ленинской премии (1962)
- Ордена Трудового Красного Знамени (1944)
- «Знак Почёта» (1945)
- Почётная грамота Президиума Верховного Совета РСФСР (1957)
- медали.

Умер 31 августа 1986 года. Похоронен в Свердловске на Широкореченском кладбище.